# NGC 59
NGC 59 је елиптична галаксија у сазвежђу Кит која се налази на NGC листи објеката дубоког неба.
Деклинација објекта је - 21° 26' 41" а ректасцензија 0h 15m 25,3s. Привидна величина (магнитуда) објекта NGC 59 износи 12,1 а фотографска магнитуда 13,1. Налази се на удаљености од 4,845 милиона парсека од Сунца. NGC 59 је још познат и под ознакама ESO 539-4, MCG -4-1-26, KDWG 2, PGC 1034.